# Balder (namn)

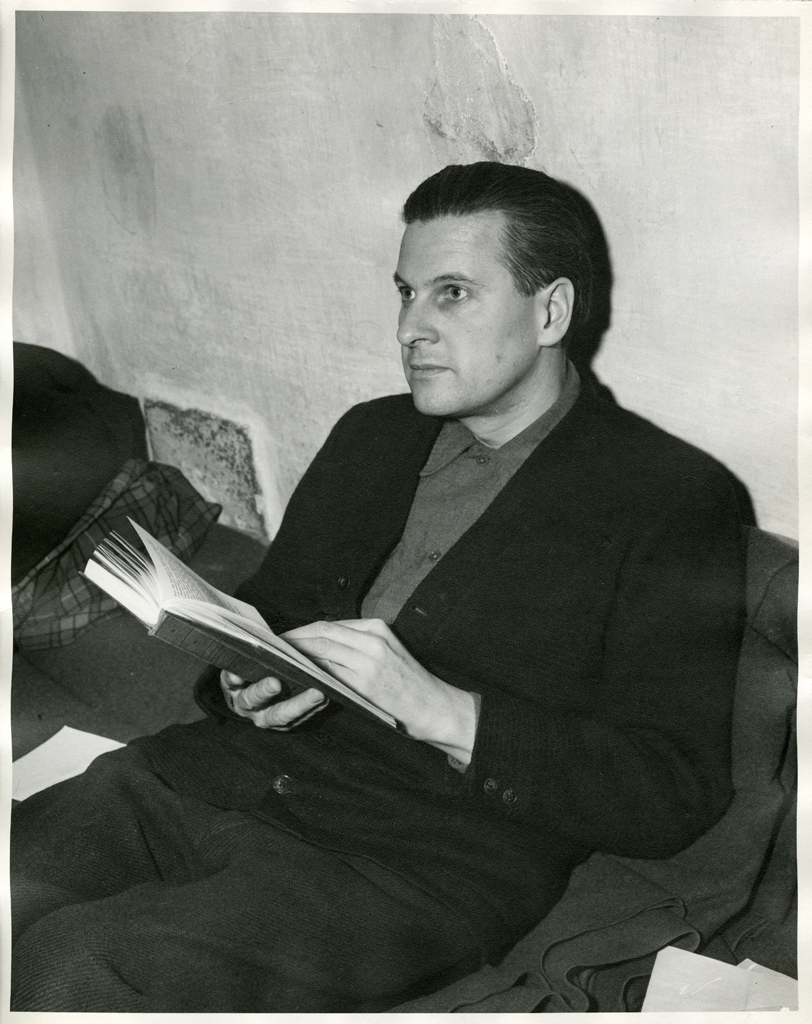
Baldur von Schirach i sin cell i Nürnberg i november 1945

Balder är ett nordiskt mansnamn med ursprung i fornnordiskans baldr 'man, herre, prins' eller baldr, ballr 'modig'. Baldr och Baldi var fornnordiskans former av namnet. I den nordiska mytologin var Balder son till Oden och Frigg.
I den finlandssvenska namnsdagslängden hade Balder namnsdag 26 juni 1929–1949.

## Kända personer med namnet
Personerna i listan är kronologiskt ordnade efter födelsesår.
- Baldur von Schirach (1907–1974), tysk nazistisk ungdomsledare (Hitlerjugend)
- Balder Onarheim (f 1983), norsk kokboksförfattare
- Baldur Brönnimann, schweizisk dirigent